# Puig de Formigosa
El Puig de Formigosa és una muntanya de 990,3 metres que es troba al municipi de Querol, a la comarca catalana de l'Alt Camp.